# Militära grader i Förenta Staternas armé under det mexikansk-amerikanska kriget
Militära grader i Förenta Staternas armé under det mexikanska kriget visar den hierarkiska ordningen och gradbeteckningarna i USA:s armé under det mexikansk–amerikanska kriget 1846-1848.

## Officerare
| Tjänstegrader och gradbeteckningar för officerare vid infanteriet (vitt underlag) och generalspersoner (blått underlag). |                              |                         |                |       |                                    |                 |                                 |                            |
| ' | 2nd Lieutenant Underlöjtnant | 1st Lieutenant Löjtnant | Captain Kapten | Major | Lieutenant Colonel Överstelöjtnant | Colonel Överste | Brigadier General Brigadgeneral | Major General Generalmajor |

## Underofficerare och manskap
| Tjänstegrader och gradbeteckningar vid infanteriet 1833-1847 |
| ------------------------------------------------------------ |
| ; ;                                                          |

| från vänster till höger | Korpral | Sergeant | Fanjunkare med skärp. | Förrådsförvaltare med axeltränsar. |

|                                                 |                                                   |                                        |                          |                                | ingen gradbeteckning |
| Fanjunkare och bataljonsadjutant vid dragonerna | Förrådsförvaltare vid infanteriet med axeltränsar | Styckjunkare vid artilleriet med skärp | Sergeant vid hästjägarna | Korpral vid ingenjörstrupperna | Menig                |

| Tjänstegrader och gradbeteckningar vid infanteriet 1847-1851 |
| ------------------------------------------------------------ |
| ;                                                            |

| från vänster till höger | Korpral | Sergeant | Förrådsförvaltare | Fanjunkare | Fanjunkare och bataljonsadjutant. |

|                                                  |                                   |                            |                          |                                | ingen gradbeteckning |
| Fanjunkare och bataljonsadjutant vid infanteriet | Förrådsförvaltare vid artilleriet | Fanjunkare vid hästjägarna | Sergeant vid kavalleriet | Korpral vid ingenjörstrupperna | Menig                |

## Truppslagsfärger
Underofficerarnas chevroner och underlaget på officerarnas epålettslejfer var i truppslagsfärgerna.
| Kårer och truppslag                  |
| ------------------------------------ |
| Generalspersoner och arméförvaltning |
| Infanteriet                          |
| Dragonerna                           |
| Hästjägarna (Mounted Riflemen)       |
| Artilleriet                          |
| Ingenjörstrupperna                   |

## Uniformer
Samma incident under slaget vid Buena Vista återges i två olika illustrationer. 

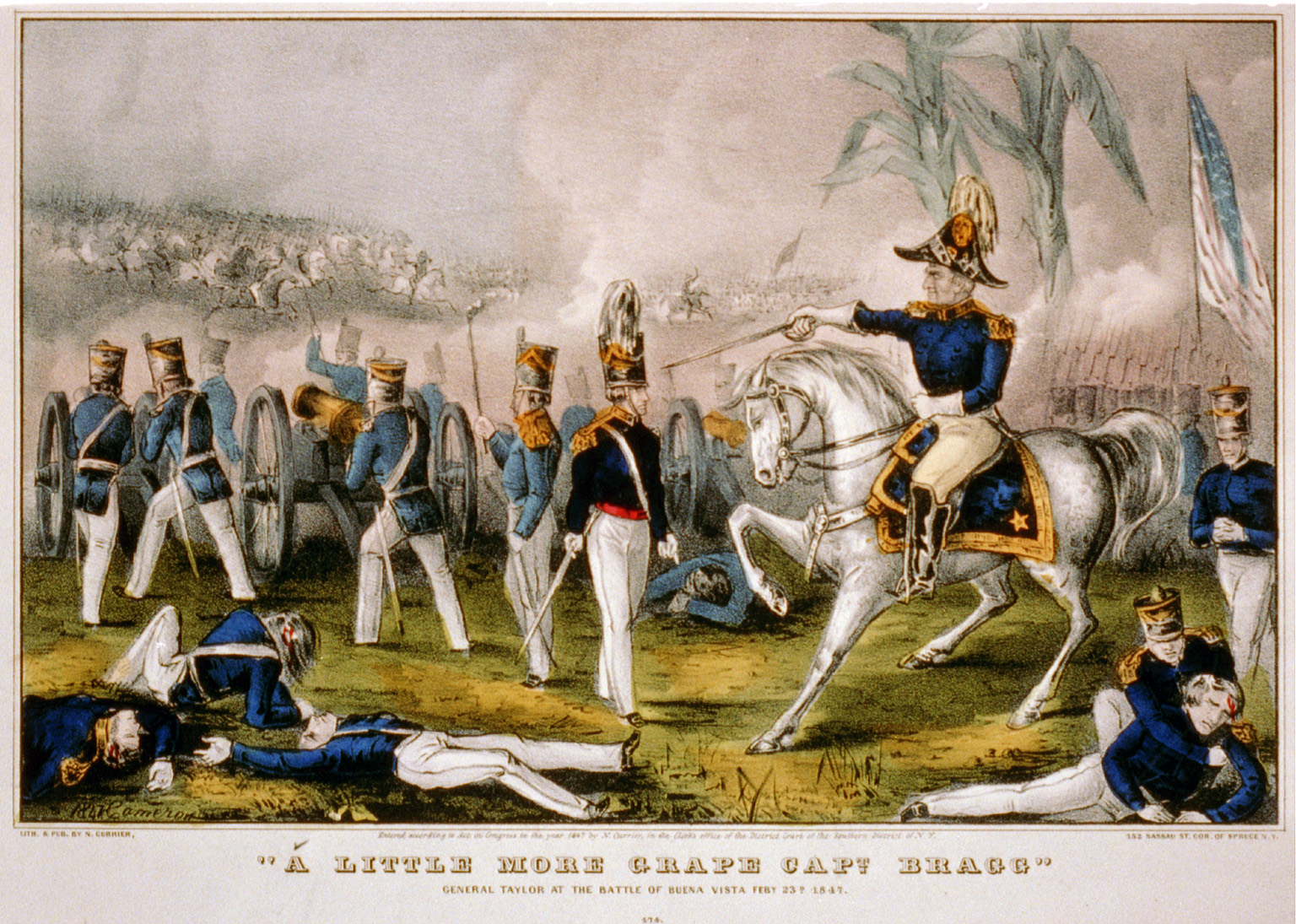
I denna målning bär trupperna arméns paraduniform med frack och tschakå.
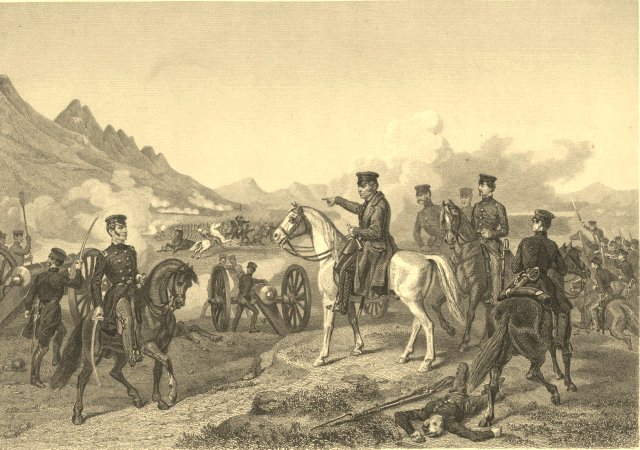
Denna mer realistiska framställning visar en uniformering med vapenrock och lägermössa med skärm.